# 柯博文 (历史学家)
帕克斯·M·小科布尔（英語：Parks M. Coble, Jr.，1946年—），汉名柯博文，美国历史学家，专门研究20世纪中国的政治、社会、商业史。1976年起任教于内布拉斯加大学林肯分校，目前担任校James L. Sellers教授。在教职外荣誉兼任颇多，同时还是哈佛大学費正清中國研究中心研究助理。

## 生平
本科就读于南卡羅來納大學，1968年毕业并获得文学学士学位。1975年在伊利诺伊大学厄巴纳-香槟分校攻读并获得博士学位，师从Lloyd Eastman。柯氏随后在1976年入职内布拉斯加大学林肯分校，成为一名助理教授。他的早期研究主要是国民政府与商业精英之间的关系，代表作为1980年出版的《国民政府与江浙财阀》。后来转向中日关系研究，深入二战中日本占领下的中国商业。此外，他还是哈佛大学、普林斯顿高等研究所、胡佛研究所、斯坦福大学等校的研究员。
2019年亚洲研究协会在其年会中举办了一场圆桌会议以表彰“柯博文对中国商业、政治和社会历史的重要贡献”。

## 出版
- China's War Reporters: The Legacy of Resistance against Japan（英语：China's War Reporters）.  (Harvard University Press), 2015.
- Chinese Capitalists in Japan's New Order: The Occupied Lower Yangzi, 1937-1945（英语：Chinese Capitalists in Japan's New Order） (University of California Press, 2003).
- Facing Japan（英语：Facing Japan: Chinese Politics and Japanese Imperialism, 1931-1937）, (Harvard East Asian Monograph Series, 1991).
  - 中文翻译:《走向“最后关头”——中国民族国家构建中的日本因素, 1931-1937》. 社会科学文献出版社, 2004年.
- The Shanghai Capitalists and the Nationalist Government, 1927-1937, (Harvard East Asian Monograph Series, 1980); second revised edition published by Harvard University Press in 1986.
  - 中文翻译: 《江浙财阀与国民政府（一九二七——一九三七年）》 (南开大学出版社, 1988年); 《上海资本家与国民政府, 1927-1937》 (世界图书出版公司, 2015年).
- The Collapse of Nationalist China（英语：The Collapse of Nationalist China）